# Piperonal
El piperonal o heliotropina és un compost orgànic present en fragàncies. Estructuralment, la molècula està relacionada amb altres aldehids aromàtics, com el benzaldehid o la vanil·lina. Té una olor agradable de flors, particularment Heliotropium europaeum. És emprat com a aromatitzant i en la composició de bronzejadors; també és emprat com a pediculicida. Es troba de manera natural a la vainilla.